# アド アストラ ペル アスペラ
『アド アストラ ペル アスペラ』（AD ASTRA★PER ASPERA）は、畑健二郎による日本の漫画。『週刊少年サンデー』にて月一回ペースで連載。2015年40号から、2016年24号までの第7話で第一部が完結し、第二部の連載は2021年5月時点で未定。

## あらすじ
舞台は外宇宙から現れた帝国に襲来された地球。戦争に敗れた地球は帝国に支配され、平和を約束に文明の発達を禁じられていた。

## 登場人物

### 主人公とヒロイン
葉月 忍（はづき しのぶ）

パティ

### その他
シャトー

## 用語
帝国

ヴェルサイユ